# 蕭炳椿
蕭炳椿，原名宏爕、秉瑩，清朝政治人物。江西玉山縣人。
蕭炳椿原名蕭宏爕，嘉慶丁卯科舉人，改名秉瑩。歷官禮部驗封司郎中，兼文選司事，掌稽勳司印，改掌騐封司印，則例館提調，軍機處記名，以繁缺知府用，又改名炳椿。曾任澂江府知府等職。